# Hit Mania Dance Estate 2002
Hit Mania Dance Estate 2002 è una raccolta di successi eurodance, house, techno, dance e pop mixati da Mauro Miclini pubblicata nell'estate 2002. Fa parte della collana Hit Mania ed è stata la prima a includere una traccia finale a scopo promozionale per l'acquisto di suonerie per telefoni cellulari.

## Tracce
1. Holly Valance – Kiss Kiss – 2:44
2. Eiffel 65 – Cosa Resterà (In A Song) – 3:12
3. Molella – T.V.A.B. – 3:29
4. Gabry Ponte – Time To Rock – 2:11
5. Mash – In Your Arms – 3:12
6. DJ Herbie – King Of Rock – 2:01
7. Erika – Ditto – 2:17
8. Mad'House – Like A Prayer – 3:18
9. Farolfi – Burnin' (feat. Corinna Joseph) – 3:03
10. Moony – Dove – 2:19
11. Paola & Chiara – Festival (Fargetta rmx) – 2:40
12. Planet Funk – Who Said – 2:10
13. Prezioso feat. Marvin – We Rule The Danza – 2:56
14. Fargetta – Good Times (feat. Smooth) – 3:18
15. De-Javu – Never – 2:32
16. Rockik – Memories – 2:16
17. Billy More – I Keep On Burning – 2:09
18. New Tone – Waiting For Your Love – 2:48
19. GoldPeople – Music Don't Stop! (feat. Glenn Gregory) – 2:28
20. Gianluca Grignani – L'Aiuola (P2P rmx) – 3:08
21. D.O.M. – Back Again – 1:47
22. Brusco – Sotto I Raggi Del Sole – 2:14
23. Faithless – One Step Too Far (feat. Dido) – 2:48
24. Various – Ring Tones – 2:48

Durata totale: 63:48